# Klisurica (miasto Prokuplje)
Klisurica (cyr. Клисурица) – wieś w Serbii, w okręgu toplickim, w mieście Prokuplje. W 2011 roku liczyła 202 mieszkańców.